# Ficus otophoroides
Ficus otophoroides är en mullbärsväxtart som beskrevs av Edred John Henry Corner. Ficus otophoroides ingår i släktet fikonsläktet, och familjen mullbärsväxter. Inga underarter finns listade i Catalogue of Life.